# ピッチ (樹脂)

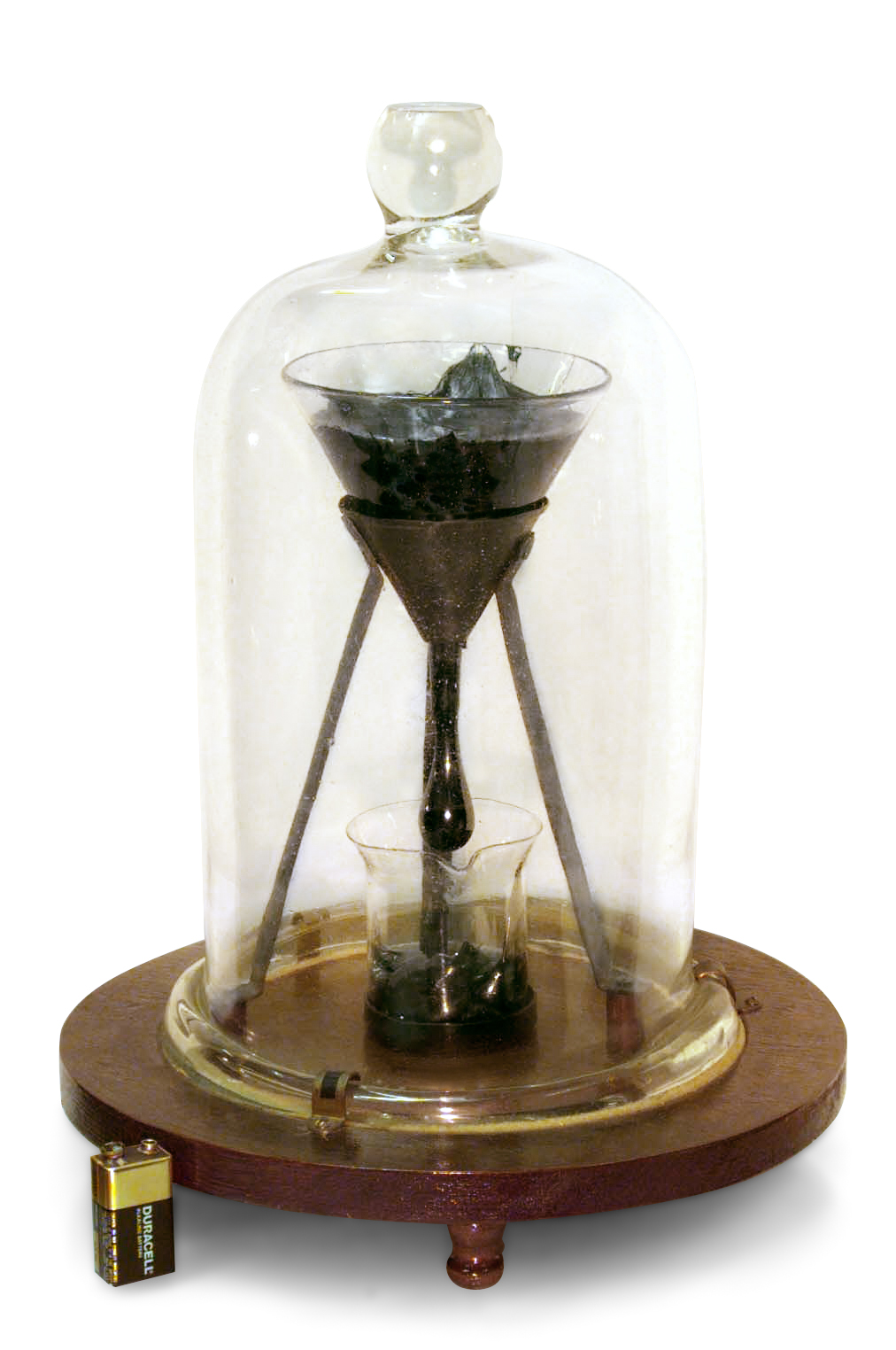
ピッチの滴下試験。水の2300億倍の粘度を持つ。

ピッチ (英: pitch) は黒色で粘弾性のある樹脂。石油から精製されるものは歴青、植物樹脂から生成されるものはロジンと呼ばれる。

## 性質
粘弾性を持つ。常温では硬く、強い衝撃を与えると砕けるが、長時間では流動性を示す。クイーンズランド大学で1927年より行われているピッチドロップ実験では、漏斗の下が切られてから最初の1滴が落ちるのに約8年が経過し、2000年に第8滴の滴下が確認された。また諸計算により1980年代には水の2300億倍の粘度があると算出された。

## 用途
古来より、樽や木造船の防水に使われた（黒船）。

## 製法
木材を乾留させると、木炭を残してピッチとタールが得られる。木材の中でも樺の樹皮が製造に適している。しばしばピッチとタールが混同されるが、タールは液体であり、ピッチは固体に近い性質を持つ点で異なる。